# Spongia lacinuliformis
Spongia lacinuliformis är en svampdjursart som beskrevs av Hyatt 1877. Spongia lacinuliformis ingår i släktet Spongia och familjen Spongiidae. Inga underarter finns listade i Catalogue of Life.